# Internationale Tennismeisterschaften von Deutschland 1960
Die 54. Internationalen Tennismeisterschaften von Deutschland fanden vom 1. bis zum 9. August 1960 auf dem Rothenbaum in Hamburg statt.
Die Titelverteidiger Billy Knight und Edda Buding schieden diesmal vorzeitig aus. Auch der frisch gebackene Wimbledon-Sieger Neale Fraser erreichte nur das Achtelfinale. Bei den Herren gewann der Italiener Nicola Pietrangeli, während bei den Damen der Südafrikanerin Sandra Reynolds die Wimbledon-Revanche gegen Maria Esther Bueno glückte, wobei die Brasilianerin allerdings wegen einer Fußverletzung gehandicapt war. Als erster Deutscher seit Gottfried von Cramm 1951 erreichte Christian Kuhnke das Halbfinale.
Edda Buding gewann diesmal das Damendoppel an der Seite der starken Britin Christine Truman. Sandra Reynolds gewann auch im Mixed-Wettbewerb an der Seite ihres Landsmannes Ian Vermaak gegen Edda Buding und den Australier Don Candy und stand zudem mit ihrer Landsfrau Renée Schuurman im Doppelfinale. Im Herrendoppel konnte sich Neale Fraser zusammen mit seinem Landsmann Roy Emerson dann doch noch durchsetzen, wobei sie im Finale gegen den inzwischen in Österreich eingebürgerten Ex-Jugoslawen Ladislav Legenstein und Peter Scholl gewannen.
Zum ersten Mal in Hamburg mit dabei war der 18-jährige Ingo Buding, der den US-amerikanischen Altmeister Budge Patty bezwingen konnte und gegen Pietrangeli erst nach fünf Sätzen verlor. Damit standen einmalig bei diesen Meisterschaften alle vier Buding-Geschwister auf dem Platz; neben Edda noch die inzwischen verheiratete Ilse Davies und Lothar Buding.

## Ergebnisse

### Herreneinzel
|  | Finale |                    |   |   |   |   |  |
|  |        |                    |   |   |   |   |  |
|  |        | Nicola Pietrangeli | 6 | 2 | 6 | 6 |  |
|  |        | Jan-Erik Lundqvist | 3 | 6 | 4 | 2 |  |

### Dameneinzel
|  | Finale |                    |   |   |  |
|  |        |                    |   |   |  |
|  |        | Sandra Reynolds    | 7 | 8 |  |
|  |        | Maria Esther Bueno | 5 | 6 |  |
|  |        |                    |   |   |  |

### Herrendoppel
|  | Finale |                                  |   |   |   |   |  |
|  |        |                                  |   |   |   |   |  |
|  |        | Roy Emerson Neale Fraser         | 7 | 3 | 6 | 9 |  |
|  |        | Ladislav Legenstein Peter Scholl | 5 | 6 | 3 | 7 |  |

### Damendoppel
|  | Finale |                                 |   |   |   |
|  |        |                                 |   |   |   |
|  |        | Edda Buding Christine Truman    | 6 | 5 | 6 |
|  |        | Sandra Reynolds Renée Schuurman | 4 | 7 | 0 |
|  |        |                                 |   |   |   |

### Mixed
|  | Finale |                             |   |   |  |
|  |        |                             |   |   |  |
|  |        | Sandra Reynolds Ian Vermaak | 7 | 6 |  |
|  |        | Edda Buding Don Candy       | 5 | 2 |  |
|  |        |                             |   |   |  |